# Dsquared2

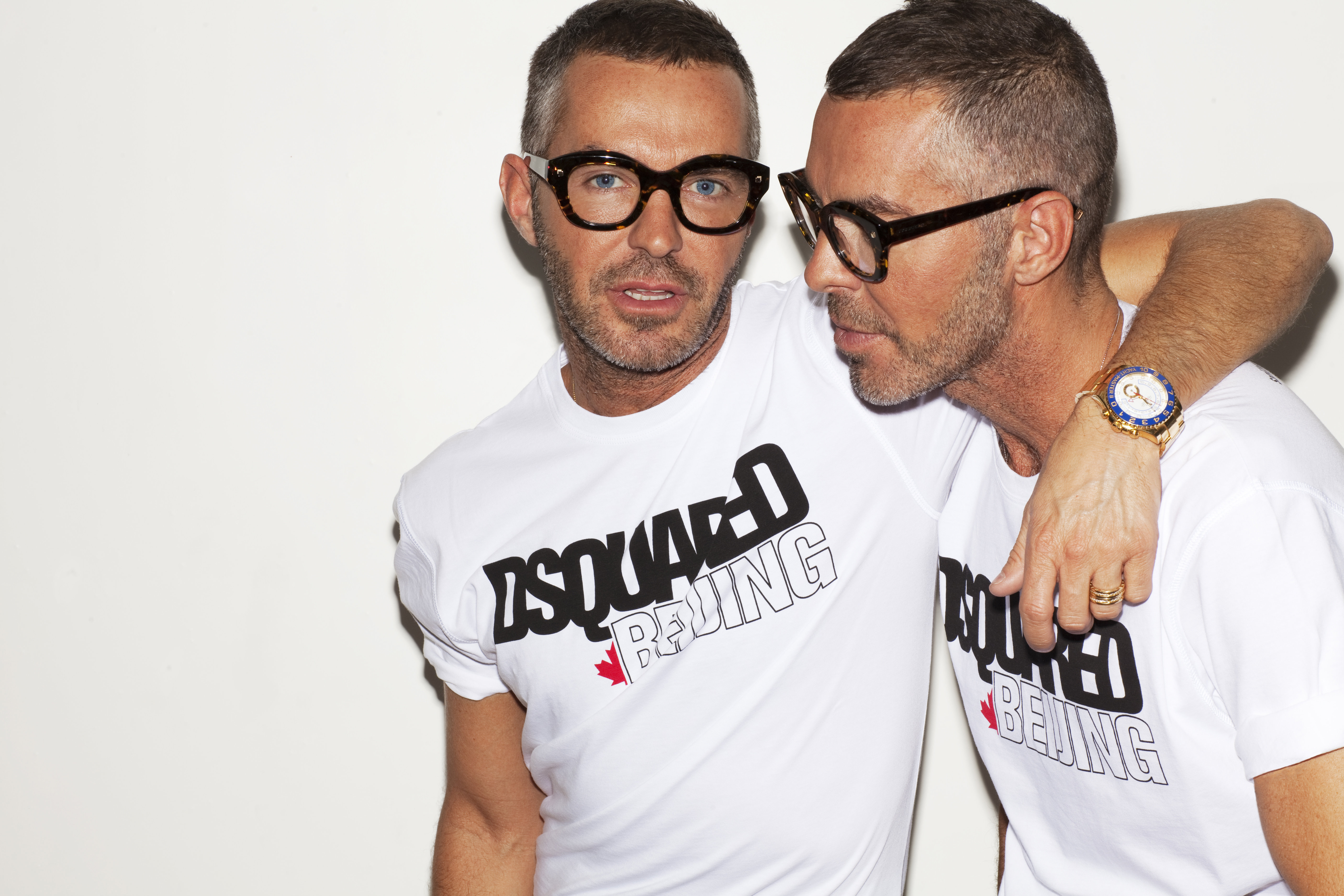
Dean Caten i Dan Caten

Dsquared2 – marka odzieży wykreowana przez braci bliźniaków Deana i Dana Catenów.
Bracia urodzili się w 1964 w Toronto. W 1983 przeprowadzili się do Nowego Jorku, gdzie w Parsons The New School for Design studiowali jeden semestr. Następnie wrócili do Kanady i w roku 1986 jako DEanDAN zaprezentowali swoją pierwszą kolekcję damską. W 1988 zostali zatrudnieni w Ports International (obecnie Ports 1961). W 1991 przeprowadzili się do Mediolanu. Pracowali jako projektanci dla Gianniego Versacego i Diesla, który wypromował ich własną markę. Zadebiutowali w 1995 autorską kolekcją męską, a ich pierwsza kolekcja damska pokazana została w lutym 2003.
Dsquared2 prezentuje zarówno kolekcje prêt-à-porter, jak i widowiskowe kreacje na zamówienie gwiazd muzyki (m.in. Madonna, Britney Spears, Ricky Martin, Nicolas Cage, Lenny Kravitz), filmu oraz sportu. Bracia zaprojektowali stroje dla piłkarzy Juventusu oraz limitowaną kolekcję butów na Igrzyska Olimpijskie w Atenach. Dsquared2 to także marka perfum (zapachy „She wood” i „He wood”).
W 2007 w Mediolanie otwarto firmowy butik Dsquared2. Ubrania tej marki można kupić także w butikach w Singapurze, Dubaju, Cannes, Hongkongu, Stambule i Kijowie.